# Aloe sheilae
Aloe sheilae ist eine Pflanzenart der Gattung der Aloen in der Unterfamilie der Affodillgewächse (Asphodeloideae). Das Artepitheton sheilae ehrt die britische Hobbybotanikerin Iris Sheila Collenette (* 1927).

## Beschreibung

### Vegetative Merkmale
Aloe sheilae wächst stammlos oder manchmal kurz stammbildend, ist einzeln oder bildet gelegentlich zwei bis drei basale Ableger. Die deltoid spitz zulaufenden Laubblätter bilden eine lockere Rosette. Die grüne Blattspreite ist bis zu 55 Zentimeter lang und 6,5 Zentimeter breit. Auf ihr sind häufig wenige hellgrüne gerundete Flecken vorhanden. Die Blattoberfläche ist rau, der knorpelige Blattrand schmal und weiß. Randzähne sind nicht vorhanden oder sie sind weiß, braun gespitzt, bis zu 1,5 Millimeter lang und stehen 30 bis 80 Millimeter voneinander entfernt. 

### Blütenstände und Blüten
Der Blütenstand weist zwei bis vier (selten bis zu sieben) Zweige auf und erreicht eine Länge von 50 bis 70 Zentimeter. Die ziemlich dichten Trauben sind fast kopfig oder konisch. Die eiförmig-deltoiden Brakteen weisen eine Länge von 5 bis 7 Millimeter auf und sind 3 bis 4 Millimeter breit. Die korallenroten, gelblich werdenden Blüten stehen an 15 bis 18 Millimeter langen Blütenstielen. Sie sind 30 bis 35 Millimeter lang und an der Basis verschmälert. Auf Höhe des Fruchtknotens weisen die Blüten einen Durchmesser von 5 Millimeter auf. Darüber sind sie leicht verengt und schließlich zur Mündung erweitert. Ihre äußeren Perigonblätter sind auf einer Länge von 20 Millimetern nicht miteinander verwachsen. Die Staubblätter und der Griffel ragen 5 bis 7 Millimeter aus der Blüte heraus.

## Systematik und Verbreitung
Aloe sheilae ist in Saudi-Arabien zwischen Tonalitfelsen in Höhen von etwa 1600 Metern verbreitet.
Die Erstbeschreibung durch John Jacob Lavranos wurde 1985 veröffentlicht.

## Nachweise